# مرحله حذفی لیگ قهرمانان اقیانوسیه ۲۰۱۸
مرحله حذفی لیگ قهرمانان اقیانوسیه ۲۰۱۸ از ۷ آوریل تا ۲۰ مه ۲۰۱۸ برگزار شد. در مجموع هشت تیم در مرحله حذفی برای تعیین تیم قهرمان لیگ قهرمانان اقیانوسیه ۲۰۱۸ به رقابت پرداختند.

## تیم‌های صعود کرده
تیم‌های اول و دوم هر چهار گروه در مرحله گروهی به مرحله یک‌چهارم نهایی راه پیدا کردند.
| گروه | تیم اول      | تیم دوم        |
| ---- | ------------ | -------------- |
| A    | نالکوتان     | توتی سیتی      |
| B    | دراگون       | سلیمان واریورز |
| C    | اوکلند سیتی  | لائوتوکا       |
| D    | تیم ولینگتون | ماریست         |

## فرمت
هشت تیم حاضر در مرحله حذفی به صورت تک‌حذفی بازی کردند. در مرحله یک‌چهارم نهایی، هر مسابقه به صورت تک‌بازی انجام شد، در حالی که در مراحل نیمه نهایی و فینال، هر ماسبقه به صورت دو بازی رفت و برگشت انجام شد.

## مسابقات
نمودار پس از قرعه کشی مرحله حذفی (یک چهارم نهایی، نیمه نهایی و نهایی) در ۵ مارس ۲۰۱۸ در مقر اواف‌سی در اوکلند، نیوزیلند برگزار شد.
|  | نیمه نهایی   | نیمه نهایی   | نیمه نهایی | نیمه نهایی | نیمه نهایی |   |              | فینال        | فینال | فینال | فینال | فینال |
|  |              |              |            |            |            |   |              |              |       |       |       |       |
|  | تیم ولینگتون | تیم ولینگتون | ۰          | ۲          | ۲          |   |              |              |       |       |       |       |
|  | اوکلند سیتی  | اوکلند سیتی  | ۰          | ۲          | ۲          |   |              |              |       |       |       |       |
|  |              |              |            |            |            |   | تیم ولینگتون | تیم ولینگتون | ۶     | ۴     | ۱۰    |       |
|  |              | لائوتوکا     | لائوتوکا   | ۰          | ۳          | ۳ |              |              |       |       |       |       |
|  | لائوتوکا     | لائوتوکا     | ۱          | ۱          | ۲          |   |              |              |       |       |       |       |
|  | ماریست       | ماریست       | ۱          | ۰          | ۱          |   |              |              |       |       |       |       |

## برنامه مسابقات
برنامه مسابقات به شرح زیر بود:
| مرحله         | بازی رفت       | بازی برگشت     |
| ------------- | -------------- | -------------- |
| یک‌چهارم نهایی | ۷–۸ آوریل ۲۰۱۸ | ۷–۸ آوریل ۲۰۱۸ |
| نیمه نهایی    | ۲۲ آوریل ۲۰۱۸  | ۲۹ آوریل ۲۰۱۸  |
| فینال         | ۱۳ مه ۲۰۱۸     | ۲۰ مه ۲۰۱۸     |

## یک‌چهارم نهایی
در مرحله یک‌چهارم نهایی، تیم‌های اول هر گروه با تیم‌های دوم یک گروه دیگر رقابت کردند.
| تیم ۱        | نتیجه | تیم ۲          |
| ------------ | ----- | -------------- |
| تیم ولینگتون | ۱۱–۰  | توتی سیتی      |
| اوکلند سیتی  | ۲–۰   | سلیمان واریورز |
| دراگون       | ۱–۲   | لائوتوکا       |
| نالکوتان     | ۱–۲   | ماریست         |

## نیمه نهایی
| تیم ۱        | نتیجه نهایی | تیم ۲       | بازی رفت | بازی برگشت |
| ------------ | ----------- | ----------- | -------- | ---------- |
| لائوتوکا     | ۲–۱         | ماریست      | ۱–۱      | ۱–۰        |
| تیم ولینگتون | ۲–۲ (گ.ز.)  | اوکلند سیتی | ۰–۰      | ۲–۲        |

## فینال
| تیم ۱        | نتیجه‌نهایی | تیم ۲    | بازی رفت | بازی برگشت |
| ------------ | ---------- | -------- | -------- | ---------- |
| تیم ولینگتون | ۱۰–۳       | لائوتوکا | ۶–۰      | ۴–۳        |